# How You Love Me Now
How You Love Me Now é o segundo single da banda Hey Monday no album Hold on Tight. Foi lançado pelo Myspace da banda no dia 31 de março de 2009.

## Video Clipe
O video clipe foi lançado no dia 31 de Março de 2009 no Myspace da banda Hey Monday. O video mostra a banda junto com várias outras pessoas uniformizadas em um restaurante na praia. Quando eles chegam a varanda, aparece um homem sentado perto de uma arvore com três garotas e conversa com elas. Enquanto Cassadee passa ele para e se aproxima para falar com ela. Enquanto o video prossegue, o homem aparece conversando com varias garotas enquanto os empregados, includindo a banda, serve alguns clientes antes de ir embora. Então os empregados começam a jogar alguns jogos contra alguns clientes na praia. Os empregados vencem enquanto Cassadee distrai o mesmo homem que tentou conversar com ela no começo. Ao longo do video várias pessoas entram em cena enquanto a banda se apresenta em um comodo distante. O video encerra com a banda se apresentando em frente a uma pequena multidão enquanto aquele mesmo homem tenta ficar na frente de Cassadee.

## Paradas musicais
| Paradas (2009) | Melhor Posição |
| -------------- | -------------- |
| EUA Pop 100    | 37             |